# Buikvet

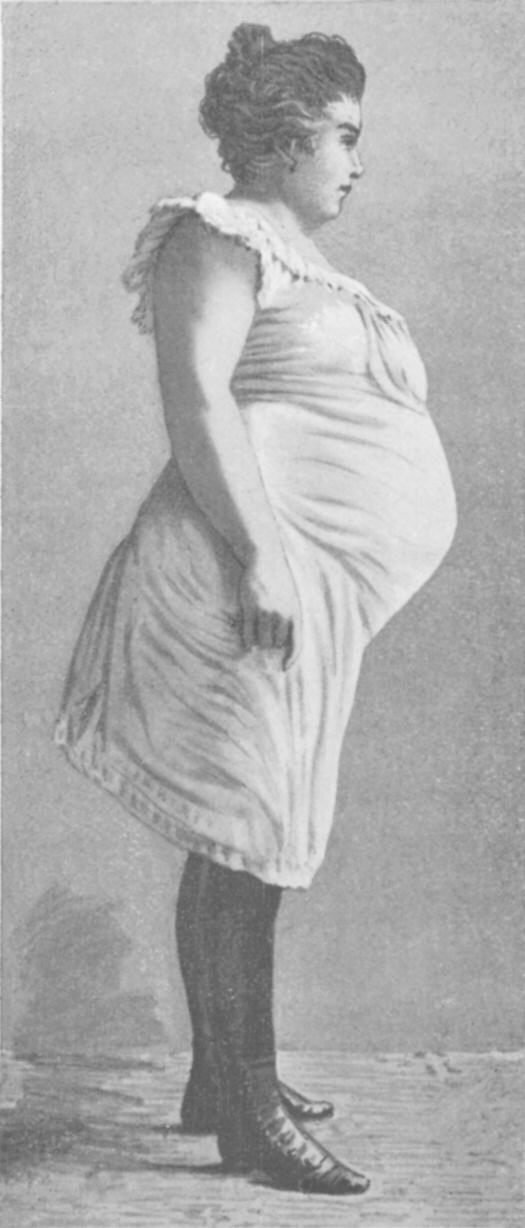
Een gevaarlijke buikomvang.

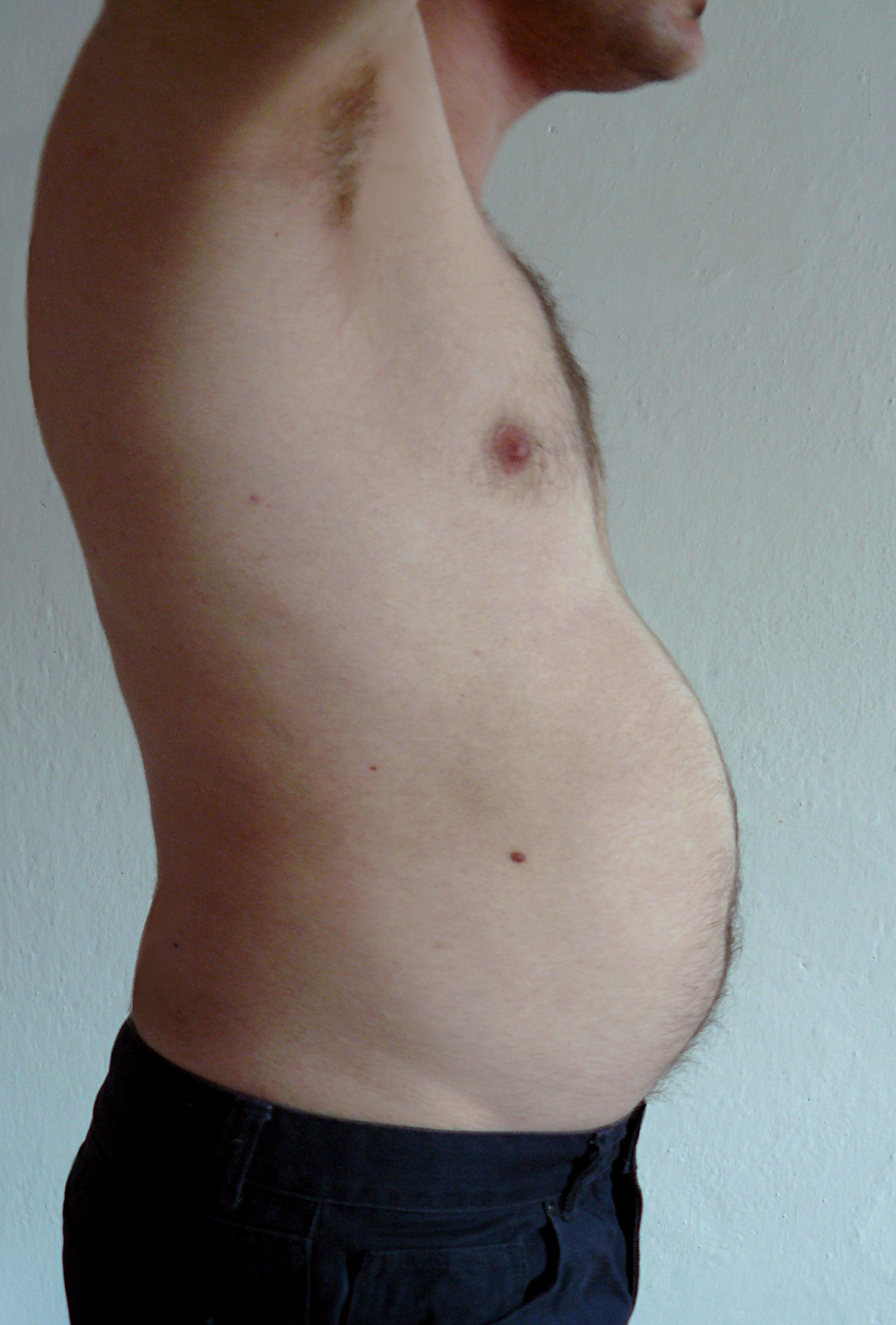
Naast BMI is ook de buikomvang van belang.

Buikvet is vetweefsel in de buikholte. Dit vetweefsel speelt een actievere rol in de stofwisseling en hormoonhuishouding dan ander vetweefsel. De hoeveelheid buikvet kan medebepalend zijn voor de buikomvang.
Het bevat bijvoorbeeld enzymen die de omzetting van cortisol naar cortison beïnvloeden. Ook worden er ontstekingsfactoren door dit vetweefsel afgegeven, zoals de tumornecrosefactor (TNF). Verhoogde concentraties van cortisol en van TNF in het bloed zijn een risicofactor voor metabool syndroom en eventueel voor diabetes type II.
Buikvet kan onder meer gezien worden met behulp van een CT scan. Ook het opmeten van de buikomvang – ter hoogte van de navel – geeft een aanwijzing. 
Volgens onderzoek zou niet alleen de formule van een BMI een maatstaf voor een goed lichaamsgewicht zijn. Juist ook de verhouding met buikvet is bepalend.        
De buikomvang gedeeld door de lichaamslengte  levert een getal op dat een belangrijke indicatie is in de verhouding lichaamsgewicht. Dat getal zou in ideale situatie maximaal 0,5 moeten zijn. Voorbeeld: een buikomvang van 103cm en een lengte van 180cm levert het getal 0,57 op en zou daarmee wijzen op te veel buikvet. Een getal boven de 0,6 wijst op een verhoogd risico hart- en vaatziekten en diabetes.
Een teveel aan buikvet komt voor bij zwaarlijvige mensen, maar ook een tekort aan groeihormoon bij volwassenen kan de oorzaak zijn. De opbouw van buikvet met de leeftijd kan mede worden veroorzaakt door een storing in de stamcellen.